# جبر و مقابله
رساله فی البراهین علی مسائل الجبر و المقابله نام رساله‌ای است از عمر خیام. خیام در این رساله که به امام سید ابی طاهر، فقیه سرشناس عصر خود تقدیم می‌کند به موضوع معادلات درجه سه پرداخته، و رابطه میان ریاضیات و ویژگی انتزاعی هندسه اقلیدسی را نشان داده‌است. او کارهای خوارزمی را در باب معادلات درجه دوم تا اندازه‌ای پیش برد، بدین ترتیب که با استفاده از نقاط تقاطع قطع‌های مخروطی همه اصناف معادلات درجه سوم را که ریشه مثبت دارند، حل کرد. خیام که در آن زمان اعداد منفی را نمی‌شناخت، ریشه ۱۴ «صنف» معادله درجه سوم را که درجه آنها با تقسیم بر {\displaystyle X} یا {\displaystyle X^{2}} کاهش نمی‌یابد، به صورت هندسی نمایش داد.